# Karpathos
Karpathos (în greacă Κάρπαθος) este a doua cea mai mare insulă din Dodecanez. Datorită locației sale la mare distanță de Grecia continentală, Karpathos a păstrat multe tradiții și costumații diferite de cea mai mare parte din insulele grecești, deși dialectul din această insulă este asemănătoar cu cea din Creta sau Cipru.

## Geografia

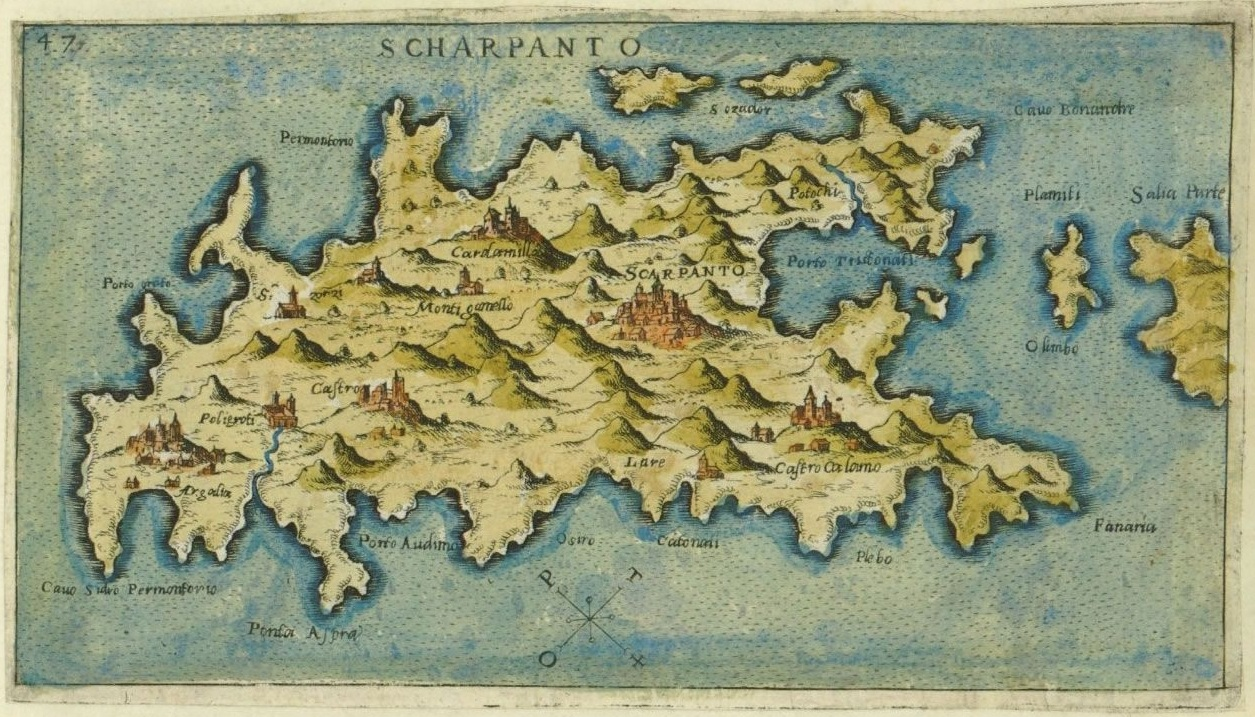
Insula Karpathos desenată de Giacomo Franco (1597).

Karpathos, împreună cu insula Kasos, este situată pe calea maritimă care leagă Rodos de Creta. Cele două insule marchează limita de sud-est a Mării Egee. Karpathos are o formă subțire și alungită și este traversată de un lanț montan, al cărui cel mai înalt punct este Muntele Lastos. Populația de pe această insulă este de circa 6500 locuitori, număr care se triplează în lunile de vară.